# NHL 2K10
NHL 2K10 är ett ishockeyspel utvecklat av Kush Games och Visual Concepts, samt utgivet av 2K Sports. Spelet släpptes den 15 september 2009 till Wii, Xbox 360, Playstation 3 och Playstation 2. Randy Hahn och Drew Remenda agerar kommentatorer. Spelet var det sista i NHL 2K-serien att släppas till Playstation 3, Playstation 2 och Xbox 360.
Spelomslaget pryds av Aleksandr Ovetjkin, som då spelade för Washington Capitals.

## Musik
Spelmusiken:
- 1901 - Phoenix
- Skeleton Boy - Friendly Fires
- Feel.Love.Thinking.Of - Faunts
- Time to Pretend - MGMT
- Too Fake - Hockey
- Take My Everything - War Stories
- Superstar - Lupe Fiasco feat. Matthew Santos
- Blue Day - Darker My Love
- Crowd Chant - Joe Satriani
- The Stuff - Tin Foil Phoenix
- The Victim - 2nd Day Crush
- Anything At All - Fono
- Take it Back - 20 Pound Shovel

### Fotnoter
1. ↑  ”2K Beats: NHL 2K10”. 2K Sports. Arkiverad från originalet den 19 november 2012. https://web.archive.org/web/20121119095513/http://2ksports.com/beats/games/nhl2k10. Läst 4 mars 2013.